# Illuminated Summer 2007
Illuminated Summer 2007 är en stabsövning för Nordic Battlegroup 08 (NBG) som genomfördes vid Ledningsregementet i Enköping under två veckor med början 2 juli 2007. I övningen deltog omkring 430 personer från Sverige, Norge, Finland, Estland, Storbritannien och Irland och den utgör en del av svenska Försvarsmaktens förberedelser för att NBG skall vara insatsberedd från 1 januari 2008.